# Eurycope hessleri
Eurycope hessleri är en kräftdjursart som beskrevs av Wilson 1983. Eurycope hessleri ingår i släktet Eurycope och familjen Munnopsidae. Inga underarter finns listade i Catalogue of Life.